# Stygobromus onondagaensis
Stygobromus onondagaensis là một loài giáp xác trong họ Crangonyctidae. Chúng là loài đặc hữu của Hoa Kỳ.